# Corey Smith (cestista)
Corey Darnell Smith (Houston, 27 luglio 1983) è un ex cestista statunitense, professionista in Europa.

## Palmarès

### Individuale
- Korisliiga MVP straniero: 1

Kouvot Kouvola: 2007-2008